# Souto da Casa
Souto da Casa es una freguesia portuguesa del concelho de Fundão, con 29,13 km² de superficie y  habitantes (2001). Su densidad de población es de 33,9 hab/km².